# پرتودرمانی با شدت مدوله‌شده

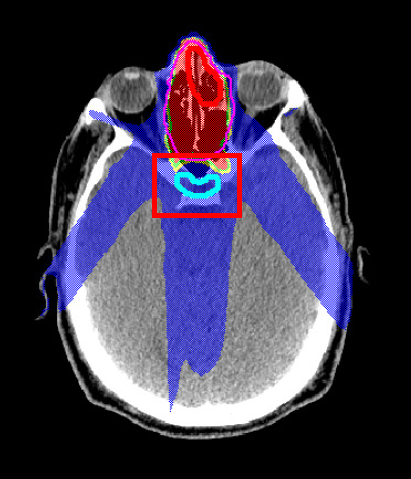

پرتودرمانی با شدت مدوله شده (به انگلیسی: Intensity-Modulated Radiation Therapy) مشهور به IMRT، روشی است در پرتودرمانی خارجی که توسط یک لیناک انجام می‌شود.
در پرتودرمانی با شدت مدوله شده از سخت‌افزار و نرم‌افزارهای ویژه‌ای (همانند Multileaf Collimators) برای شکل دادن به پرتوهای تشعشعی استفاده می‌شود تا بلکه بافتهای سالم حداقل تشعشع را دریافت کرده و پرتوهای یونیزان متوجه بافت‌های بیمار گردد.

## جستارهای دیگر
- جبران کننده (کمپنساتور)

## پیوند به خارج
- روش درمانی IMRT (پارسی)